# ويليام لوريمر
ويليام لوريمر هو سياسي أمريكي، ولد في 27 أبريل 1861 في مانشستر في المملكة المتحدة، وتوفي في 13 سبتمبر 1934 في شيكاغو في الولايات المتحدة. نشط حزبياً في الحزب الجمهوري. وقد انتخب عضو مجلس الشيوخ الأمريكي ‏ عن دائرة Illinois Class 3 senate seat ‏ وقد انضم خلال فترته النيابية ‏ (4 مارس 1911 – 13 يوليو 1912) للكتلة البرلمانية الحزب الجمهوري وانتخب عضو مجلس الشيوخ الأمريكي ‏ عن دائرة Illinois Class 3 senate seat ‏ وقد انضم خلال فترته النيابية ‏ (18 يونيو 1909 – 4 مارس 1911) للكتلة البرلمانية الحزب الجمهوري وانتخب عضو مجلس النواب الأمريكي ‏.